# Убивство Павла Шеремета
Павло Шеремет був відомим білоруським, російським та українським журналістом. Загинув зранку 20 липня 2016 року в центрі Києва у результаті підриву автомобіля, яким він керував. Попри значний суспільний та міжнародний резонанс, станом на червень 2020 справу про вбивство Шеремета не розкрили.

## Обставини злочину
Вранці в середу 20 липня 2016 року Шеремет виїхав з дому на ранковий ефір своєї передачі на Радио Вести. О 7:45, коли він зупинився на перехресті вулиць Хмельницького та Івана Франка, автомобіль, яким він керував, вибухнув.
Причиною вибуху став вибуховий пристрій потужністю 500 г у тротиловому еквіваленті, закладеного минулої ночі невідомою особою; саму вибухівку було розміщено біля місця водія. Вибуховий пристрій містив гексоген, складався з елементів протипіхотної міни МОН-50 та електродетонатора ЕДП. Від отриманих травм Шеремет помер у авто швидкої допомоги. Причиною смерті було названо мінно-вибухову травму та критичну крововтрату, несумісні з життям, а вибух було скеровано так, щоб уразити саме водія автомобіля.
На місці злочину майже одразу опинилася знімальна група 17 каналу, яка зафіксувала, що після вибуху Шеремет був живий. Швидка поява знімальної групи викликала підозри, однак, редакція каналу заявила, що її співробітники опинилися на місці вибуху випадково, оскільки того ж ранку вони намагалися взяти коментар у мера Києва Віталія Кличка, який жив неподалік. 10 співробітників каналу було допитано.
22 липня сайт Обозреватель оприлюднив відеозапис імовірних виконавців убивства. На відео з фрагментами записів камер спостереження поблизу будинку, де жив Шеремет, зафіксовано чоловіка й жінку, які вночі 20 липня провели підготовку та заклали вибухівку в автомобіль. Відповідно до відео, вибуховий пристрій було закладено о 2:40 ночі.
Офіційно було повідомлено про дві основні версії вбивства журналіста: його професійну діяльність та вбивство з метою дестабілізації ситуації в Україні та, зокрема, у Києві. Радник міністра внутрішніх справ Зорян Шкіряк також додав третю версію подій, що вбивство Шеремета могло статися через його неприязні стосунки з певними особами. Через той факт, що автомобіль Subaru, котрим керував Шеремет належав його цивільній дружині, керівнику порталу Українська правда, Олені Притулі, було висловлено припущення про невдалий замах на неї. 22 липня оперативна група заявила, що основна версія вбивства — професійна журналістська діяльність.

## Офіційні розслідування

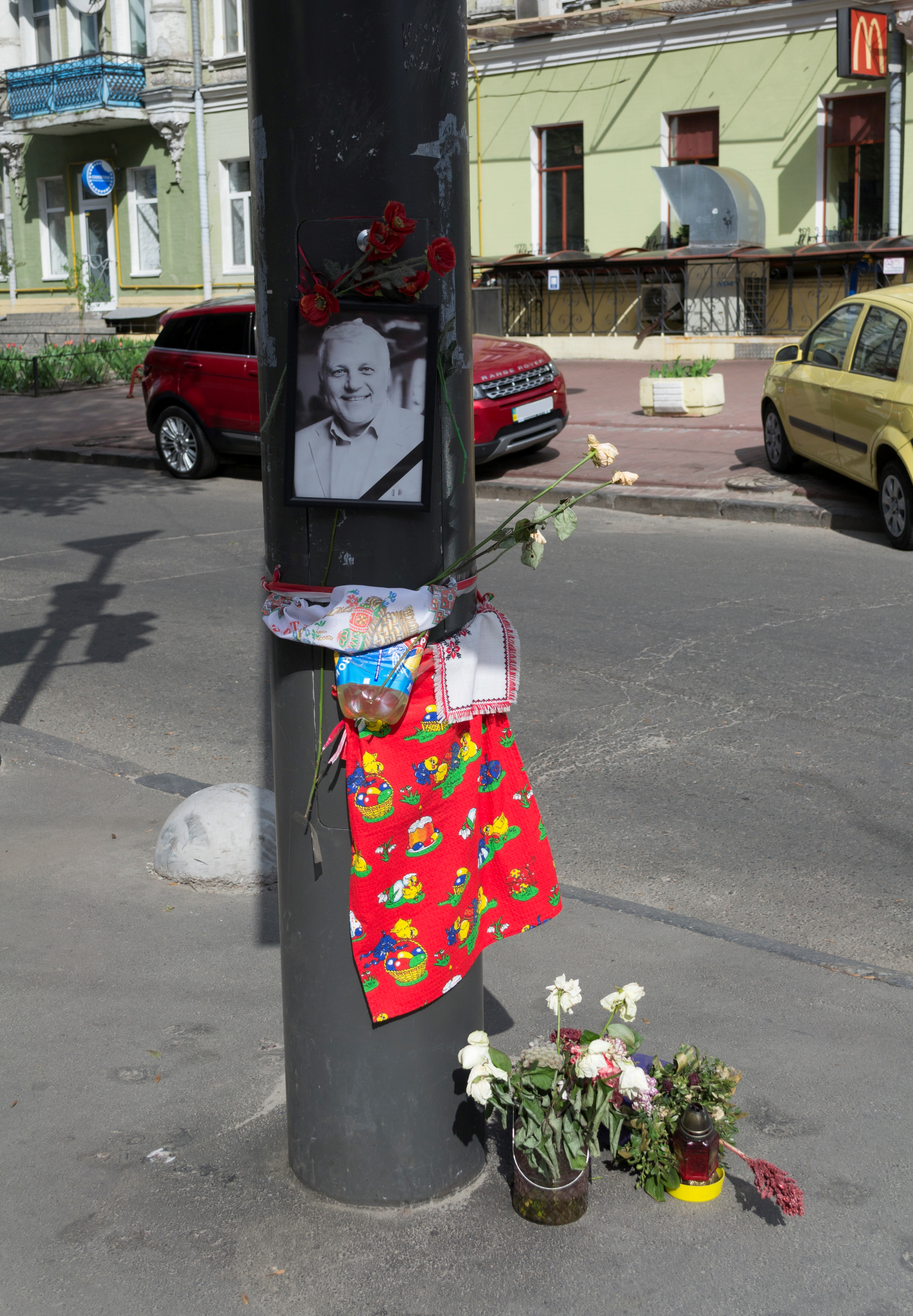
Місце загибелі Шеремета на розі вулиць Хмельницького та Франка

### 2017—2018
За фактом загибелі Шеремета Слідчим комітетом управління НПУ почато кримінальне провадження за п. 5 ч. 2 с. 115 ККУ (умисне вбивство, вчинене способом небезпечним для життя багатьох осіб). На вимогу президента Порошенка для розслідування було створено оперативну групу за участі співробітників НПУ, Генпрокуратури, СБУ та представників ФБР США. Представники ФБР, зокрема, брали участь в аналізі вибухівки, автоекспертизі та дослідженні відеоматеріалів.
У ході розслідування було з'ясовано, що у листопаді 2015 року Павло Шеремет та Олена Притула підозрювали, що за ними ведеться стеження. Організатором стеження низки ЗМІ назвала заступника голови Національної поліції Вадима Трояна, проте Міністерство внутрішніх справ у ході службової перевірки не виявило ознак його причетності. На запит видання Українська правда Служба безпеки України відмовилася повідомляти, чи проводили її працівники стеження за Шереметом і Притулою, пославшись на норми чинного законодавства.
4 серпня було надано перший офіційний звіт у справі. Зокрема, було офіційно повідомлено, що слідство розглядає 4 основні версії убивства Шеремета: неприязні стосунки, професійна діяльність, дестабілізація ситуації та замах на Олену Притулу. Також повідомлено про вилучення понад 140 терабайтів відео з понад 150 камер спостереження та підтверджено підозру у виконанні злочину особами з відео, опублікованого 22 липня.
На вимогу слідства суд задовольнив клопотання правоохоронних органів на доступ до банківської скриньки Шеремета, до документів Української правди та 17 каналу у Пенсійному фонді у справі вбивства журналіста, а також до інформації мобільних операторів.

### 2019
13 грудня представники ГПУ заарештували кількох підозрюваних у вбивстві, про підозри яким раніше не було відомо широкому загалу. Ними зокрема виявились:
- Яна Дугарь — волонтерка, військовий медик і молодший сержант 25-ї повітряно-десантної бригади, учасниця ООС[25].
- Юлія Кузьменко — відомий дитячий кардіохірург, волонтерка, громадська діячка та учасниця ООС[26].
- Андрій Антоненко — музикант, сержант ЗСУ, учасник ООС[27].

Арешти викликали широкий резонанс в суспільстві, адже підозрювані є відомими особистостями й пов'язані з Російсько-українською війною. Зокрема, про невинуватість Яни Дугарь заявила народний депутат, відома волонтерка та доброволець ООС Яна Зінкевич. Адвокати Юлії Кузьменко подали апеляцію щодо обрання запобіжного заходу для неї, аргументуючи це тим що рішення щодо арешту було ухвалено з порушенням процесуального закону.
Справа за звинуваченням Антоненка, Дугарь та Кузьменко розглядається в Печерському районному суді Києва, суддею призначено скандального суддю Сергія Вовка, який раніше був суддею в двох справах, які в 2012 році були визнані Європарламентом та Європейським судом з прав людини переслідуваннями за політичними мотивами. У 2015—2016 роках Вовк був відсторонений від посади Вищою кваліфікаційною комісією суддів. Його підозрювали у тому, що він, зловживаючи службовим становищем та навмисно порушуючи вимоги закону, постановив завідомо неправосудне рішення у цивільній справі, незаконно позбавивши громадянина права власності на належне йому майно.
Прокурором у справі є Олександр Лукашенко, який не пройшов переатестацію. Згідно з опублікованим в 2017 році розслідуванням, вартість маєтків Лукашенка значно вища за доходи, які отримує правоохоронець і його сім'я. Зокрема, прокурор зміг купити в Києві квартиру за 5 гривень.
20 грудня судді перенесли засідання щодо оскарження запобіжного заходу для Юлії Кузьменко, у відповідь на це адвокат Владислав Добош і прихильники Юлії відмовились покидати залу засідань, провівши там кілька годин, поки не втрутилися правоохоронці.

### 2020
В грудні міністр МВС Аваков заявив, що поліції не передали записи з чотирьох камер спостереження, розташованих поблизу місця трагедії. В січні в СБУ заявили, що всі записи з камер було одразу ж отримано. 24 січня Яні Дугарь було змінено запобіжний захід на нічний домашній арешт.
Наприкінці лютого слідча група почала розсекречення матеріалів понад 500 пошукових дій у рамках розслідування.
21 травня матеріали по Андрію Антоненку, Юлії Кузьменко та Яні Дугарь було виділено в окремі кримінальні провадження і змінено підозри. Антоненко відтоді не проходить у справі, як організатор злочину.
У травні 2020-го поліція заявила, що слідство за справою було завершено, і справу готують до передачі до суду. 22 травня захисту підозрюваних було відкрито доступ до матеріалів слідства.
2 липня в поліції повідомили, що справа готова для передачі до суду, а початок розгляду залежить від адвокатів підозрюваних, що мають ознайомитися з матеріалами. 13 липня суд залишив під вартою Андрія Антоненка та Юлію Кузьменко, а Яні Дугарь змінив запобіжний захід, дозволивши їй ходити без електронного браслета.
16 липня представники МВС заявили, що контакт в Росії міг суттєво вплинути на мотиви вбивства, за місяць до вбивства журналіст їздив до Росії. 20 липня представники МВС заявили про відсутність алібі у Дугарь і на те, що зібрані поліціянтами докази вказують на її причетність до злочину. Також з заяви МВС стало відомо, що за місяць до вбивства Шеремет зустрічався зі своїм роботодавцем, Олександром Клименком, власником «Радіо Вєсті» і колишнім міністром доходів і зборів, який перебуває в розшуку.
27 серпня з Юлії Кузьменко було знято електронний браслет для стеження. 28 вересня суд присяжних відмовився відпустити Андрія Антоненка з-під варти. Того ж дня було оприлюднено обвинувачувальний акт, в якому стверджується, що Антоненко, Кузьменко (заклали вибуховий пристрій під машину) та Дугарь (можливо, збирала інформацію про пересування журналіста) об'єдналися в групу і на замовлення невстановлених осіб вбили журналіста. Всі обвинувачені заперечили ці припущення.
6 жовтня Апеляційний суд Києва залишив Антоненка під арештом, викликало сутички між його прихильниками та силовиками під стінами суду.

### 2021
4 січня з'явилася інформація про можливу причетність до замовлення вбивства Шеремета з боку КДБ Білорусі за наказом президента Лукашенка. Було опубліковано записи ймовірних розмов керівництва КДБ Білорусі, де могли обговорювати вбивство. Вони датовані 2012 роком. Окрім Шеремета, на записах тодішній глава КДБ Білорусі Юрій Зайцев обговорює з двома співробітниками спецзагону «Алмаз» варіанти усунення колишніх співробітників спецслужб Білорусі, що стали опонентами режиму Лукашенка і виїхали в Німеччину. Мова йшла про вбивство Олега Алкаєва, Володимира Бороданя і В'ячеслава Дудкіна.. Антон Геращенко заявив, що аудіозаписи передали на експертизу.
18-19 січня колишній спецназівець Білорусі Ігор Макар дав свідчення українському слідству, він заявив, що його запросила українська сторона для співпраці в розслідуванні вбивства. У Києві Ігор, за власними словами, дав свідчення про причетність білоруських спецслужб до вбивства.
2 лютого суд продовжив запобіжні заходи всім фігурантам справи щонайменше до 2 квітня.

### 2022
12 серпня 2022 відбулось чергове судове засідання. У суд прийшли дитячий кардіолог Юлія Кузьменко, військовий і співак Андрій Антоненко, військова медсестра Яна Дугарь. Підозрювані категорично заперечують провину. Юлія Кузьменко припустила у інтерв'ю, що засідання буде мати технічний характер, на якому вибудовуватимуть повістку дня й вирішуватимуть, які інші засідання будуть проходити.

## Журналістське розслідування
Паралельно з офіційним розслідуванням журналістською спільнотою було проведено власне розслідування обставин загибелі Шеремета. 10 травня 2017 року було випущено документальний фільм під назвою «Вбивство Павла», над створенням якого працювали журналісти проєкту Слідство.Інфо та Проєкту розслідування корупції та організованої злочинності.